# 그대는 돌아왔건만
"그대는 돌아왔건만"은 한국에서 제작된 조정호 감독의 1958년 영화이다. 김진규 등이 주연으로 출연하였고 엄문근 등이 제작에 참여하였다.

## 출연

### 주연
- 김진규
- 도금봉
- 허장강

## 기타
- 조명: 김영달
- 미술: 박석인